# Eleutherodactylus principalis
Eleutherodactylus principalis é uma espécie de anfíbio anuro da família Eleutherodactylidae. É considerada em perigo de extinção pela Lista Vermelha da UICN. Está presente em Cuba.